# Aeródromo de La Cerdaña
El aeródromo de La Cerdaña (oficialmente Aeródromo de La Cerdanya, en catalán Aeròdrom de la Cerdanya es un aeródromo del nordeste de España, situado en los municipios de Das y de Fontanals de Cerdanya, en la provincia de Gerona. Es un aeródromo de categoría 2C. El aeródromo es una propiedad conjunta entre la Generalidad de Cataluña y el Consejo Comarcal de La Cerdaña y está dedicado a la aviación deportiva. 
Las principales empresas que operan en el aeródromo son el Aeroclub Barcelona-Sabadell, Heliswiss y Globus Pirineus. En él se practica vuelo sin motor y sirve de base para tareas de fumigación agrícola y fotografía aérea.
Entre 2004 y 2009 la Generalidad realizó diversas actuaciones dentro del marco del Plan Director del Aeródromo de La Cerdaña, que han consistido en ampliar la plataforma y nuevos hangares, la incorporación de una estación meteorológica y una planta de suministro de combustible de aviación.
El aeródromo ocupa una superficie de 66,79 ha. Posee una pista operativa, la 07/25, además de otra inoperativa y cuenta con una radiobaliza NDB. Cuenta a su vez con un helipuerto. La gestión del aeropuerto corre a cargo de la UTE "Gestió Aeronàutica Ceretana, S.L.", formada por el Aeroclub Barcelona-Sabadell y CAT Helicòpters.